# 科里·彼得斯
科里·彼得斯（英語：Corey Peters，1983年7月12日—），新西兰男子高山滑雪运动员。他曾代表新西兰参加2014年、2018年和2022年冬季残疾人奥林匹克运动会高山滑雪比赛，获得一枚金牌、二枚银牌和一枚铜牌。